# Luci Eli Làmia (procònsol)
Luci Eli Làmia (en llatí Lucius Aelius Lamia) va ser un magistrat romà, fill de Luci Eli Làmia, un cavaller romà que va donar suport a Ciceró en la supressió de la conspiració de Catilina.
Formava part de la branca familiar dels Làmia de la gens Èlia, i va ser Procònsol de la Tarraconense entre el 24 aC i el 22 aC.